# شهرستان خودمختار تاش‌قرغان تاجیک
شهرستان خودمختار  تاش‌قرغان تاجیک (به اویغوری: تاشقۇرغان تاجیک ئاپتونوم ناهیییسی،‌ به سریکالی: تاشقۈرغان تۇجىك ئافتۇنۇم نايە)(به چینی: 塔什库尔干塔吉克自治县، به پین‌یین: Tǎshíkù'ěrgān Tǎjíkè Zìzhìxiàn)، همین‌طور با املای تاشقورغان و به معنای «دژ سنگی» از بخش‌های شهرستان کاشغر در ناحیهٔ خودگردان سین‌کیانگ در شمال باختری چین است. تاش‌قرغان در فلات پامیر و بر سر راه ابریشم واقع شده‌است. تاش‌قرغان با پاکستان، افغانستان، و تاجیکستان هم‌مرز است.

## جغرافیا
شهر تاش‌قرغان مرکز این شهرستان خودمختار، در مشرق شهرستان است. این شهرستان در جنوب‌غربی ایالت خودمختار سین‌کیانگ / شین‌جیانگ اویغور، در ارتفاعی میان ۳٬۰۰۰ تا ۳٬۳۰۰ متر در کوه های پامیر واقع است. این شهر در کنار جادهٔ راهبردی قراقروم میان چین و پاکستان واقع شده و پاسگاه مرزی پاکستان در جنوب آن، پس از گذرگاه خُنْجـَراب، قرار دارد. پیرامون شهر را کوه‌های بلند و یخچال‌های طبیعی فراگرفته و رود تاشکورگان با جهت جنوبی ـ شمالی از آن می‌گذرد (> مسیرهای زمینی جادهٔ ابریشم و مبادلات فرهنگی بین شرق و غرب <، ص ۳۴۴، ۴۲۱، ۴۲۵، ۵۴۰، ۵۴۴، ۵۶۶).

## جمعیت
| ترکیب قومیتی شهرستان خودمختار تاشکورگان تاجیک | ترکیب قومیتی شهرستان خودمختار تاشکورگان تاجیک | ترکیب قومیتی شهرستان خودمختار تاشکورگان تاجیک | ترکیب قومیتی شهرستان خودمختار تاشکورگان تاجیک | ترکیب قومیتی شهرستان خودمختار تاشکورگان تاجیک |
| --------------------------------------------- | --------------------------------------------- | --------------------------------------------- | --------------------------------------------- | --------------------------------------------- |
| قومیت                                         | قومیت                                         |                                               | درصد                                          | درصد                                          |
| تاجیک                                         | تاجیک                                         |                                               | ۸۲٫۲٪                                         | ۸۲٫۲٪                                         |
| هان                                           | هان                                           |                                               | ۶٫۶٪                                          | ۶٫۶٪                                          |
| قرقیز                                         | قرقیز                                         |                                               | ۵٫۸٪                                          | ۵٫۸٪                                          |
| اویغور                                        | اویغور                                        |                                               | ۵٫۲٪                                          | ۵٫۲٪                                          |
| هوئی                                          | هوئی                                          |                                               | ۰٫۱٪                                          | ۰٫۱٪                                          |
| سایر                                          | سایر                                          |                                               | ۰٫۱٪                                          | ۰٫۱٪                                          |
| منبع سرشماری جمعیت :                          |                                               |                                               |                                               |                                               |

## تاریخ

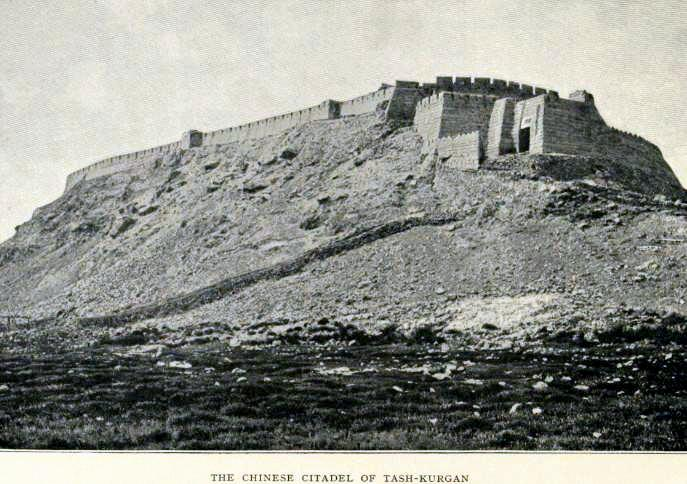
دژ تاریخی تاشکورگان.

مسلمانان در سال‌های آغازین قرن دوم به تاشقورغان رسیدند. در سدهٔ چهارم این شهر ضمیمهٔ حکومت ایلخانیان شد و در پی تلاش آن‌ها و نیز تردد بازرگانان، دین اسلام در آنجا گسترش یافت. اهالی آنجا از قرن پنجم با ورود اعیان اسماعیلیه و در رأس آن‌ها ناصرخسرو قبادیانی، به اسماعیلیه گرویدند. تاشکورگان در قرن هفتم جزو فرمانروایی یوآنِ مغول شد و با ورود سربازان مسلمان همراه این قوم، اسلام در آنجا گسترش یافت. در قرن سیزدهم نفوذ مبلغان آقاخان محلاتی (متوفی ۱۲۹۹) که از هند اعزام می‌شدند، موجب گرایش اسماعیلیان تاشکورگان به شاخهٔ «خواجوی» شد که هنوز هم ادامه دارد. تاشکورگان در این قرن برای مدتی همراه با دیگر سرزمین‌های سین‌کیانگ جزو حکومت ترکستان شرقی به رهبری یعقوب بیگ شد، اما بار دیگر به چین پیوست (لی ـ شین هوا، ص ۴۷۵ـ ۴۸۶؛ ما ـ تونگ، ص ۴۸ـ۵۰).
از آثار مهم تاشکورگان، قلعه‌ای قدیمی در مسیر جادهٔ ابریشم جنوبی است که از سنگ و ملاط ساخته شده‌است.

ولایت مدرن کاشغر، در سال ۱۹۱۳ میلادی، دومین سال حاکمیت جمهوری چین تشکیل شد. ولایت کاشغر در آن زمان شامل اراضی امروزی این ولایت، علاوه بر ولایت ختن و ولایت خودمختار قزل‌سو قرقیز (بجز شهرستان آقچی) بود. ولایت کاشغر شامل ۱۲ شهرستان بود، منجمله شهرستان تاشکورگان. 
در سالهای ۱۹۳۳ و ۱۹۳۴ میلادی، در منطقهٔ کاشغر که در آن زمان شامل ولایت خودمختار قزل‌سو نیز می‌شد، در طی شورشی علیه حکومت استانی وفادار به جمهوری چین، کشور جدیدی به طول دو سال با نام جمهوری اسلامی ترکستان شرقی اعلام شده بود که شامل شهرستان تاشکورگان نیز می‌شد.
در ژوئیه ۱۹۵۴ میلادی، از ترکیب ۳ شهرستان آرتوش و اولوغچات در ولایت کاشغر و آقچی در ولایت آق‌سو، ولایت خودمختار قزل‌سو قرقیز تاسیس شد. یک ماه پس از آن، بخش‌هایی از اراضی شهرستان‌های ینگیسار، شهرستان کهنه‌شهر، تاشکورگان، و شهرستان اولوغچات ترکیب شده و شهرستان آق‌تو را تشکیل دادند. این شهرستان نیز به ولایت خودمختار قزل‌سو قرقیز پیوست.
«شهرستان تاشکورگان» در تاریخ سپتامبر ۱۹۵۴ میلادی، به «شهرستان خودمختار تاشکورگان تاجیک» ارتقاء یافت.
یک سال بعد، در سال ۱۹۵۵ میلادی، بخشی از اراضی این شهرستان، شامل قصبهٔ بولونگکول ضمیمهٔ شهرستان آق‌تو در ولایت خودمختار قزل‌سو قرقیز شد.

## مردم
جمعیت تاشکورگان ۳۰٬۰۰۰ نفر است. حدود ۸۴٪ ساکنان تاشکورگان از قوم پامیری هستند که در چین تاجیک نامیده می‌شوند اما مشابه پامیری‌های تاجیکستان و افغانستان هستند. آن‌ها به زبان تاجیکی صحبت نمی‌کنند و زبان بیشتر آن‌ها زبان سریکالی و عده کمتری زبان وخی است که هر دو از گروه زبان‌های پامیری در شاخه زبان‌های ایرانی شرقی است.

## اقتصاد
تاشکورگان از لحاظ اقتصادی، جزو مناطق نسبتاً فقیر چین است و اقتصاد آن مبتنی بر کشاورزی، به ویژه کشت غلات، و دامداری (پرورش گاو و گوسفند) است. اقتصاد تاشکورگان در دهه‌های اخیر، به سبب اتخاذ سیاست دروازه‌های باز چین (از ۱۳۵۹ ش / ۱۹۸۰) و اولویت یافتن توسعة اقتصادیِ مناطقِ مسلمان‌نشین شمال غربی چین در برنامة جامع ۱۳۷۲ ـ ۱۳۷۹ ش / ۱۹۹۳ ـ ۲۰۰۰، رونق داشته‌است. کد تلفنی تاشکورگان ۸۴۵۲۵۰ است.

## نگارخانه

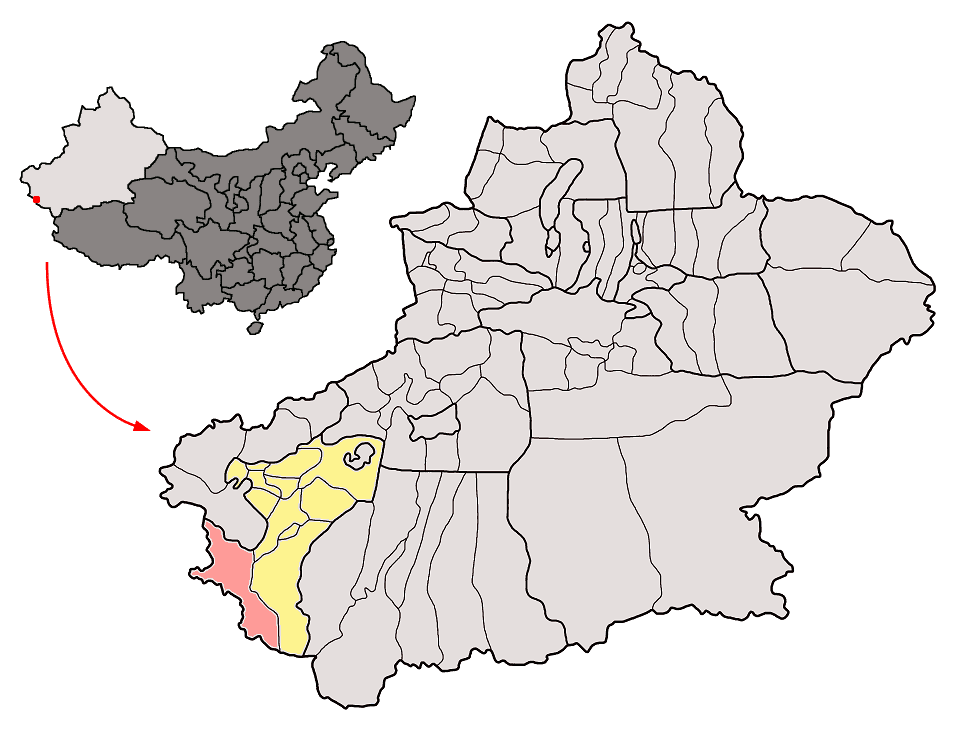
بخش تاشکورگان (صورتی) و ولایت کاشغر (زرد) در ناحیه خودگردان سین‌کیانگ چین